# アニマロッタ
『アニマロッタ』（Anima Lotta）は、2011年2月から稼働開始した、コナミアミューズメント（2016年10月まではコナミデジタルエンタテインメント）のメダルゲームである。e-AMUSEMENT PASS（電子マネー機能付き携帯電話（おサイフケータイ）・Amusement ICにも対応）およびMILLIONET対応。また2020年7月29日にはコナステ版のオープンアルファテストが開始した（2020年9月18日よりオープンベータテストに移行）。
本作から派生したメダルゲームシリーズとして『カラコロッタ』と『ツナガロッタ』があり、キャラクターや世界観を共有している（総称して『ロッタシリーズ』と呼んでいる）。シリーズ作品と稼働開始日は以下の通り（以下『おとぎの国のアニマ』を4、『アニマと雲の大樹』を5、『アニマと星の物語』を6、『夢のアニマランド』を7、『勇者アニマと竜の秘宝』を8のように略記する場合がある）。
| シリーズ名                     | シリーズ順 | タイトル                           | 稼働開始日    | 備考   |
| ------------------------------ | ---------- | ---------------------------------- | ------------- | ------ |
| アニマロッタ （Anima Lotta）   | 1          | アニマロッタ                       | 2011年2月16日 | [ 2 ]  |
| アニマロッタ （Anima Lotta）   | 2          | アニマロッタ2 アニマフェスティバル | 2013年3月12日 | [ 3 ]  |
| アニマロッタ （Anima Lotta）   | 3          | アニマロッタ3 伝説のアニマ         | 2015年3月4日  | [ 4 ]  |
| アニマロッタ （Anima Lotta）   | 4          | アニマロッタ おとぎの国のアニマ    | 2017年6月21日 | [ 5 ]  |
| アニマロッタ （Anima Lotta）   | 5          | アニマロッタ アニマと雲の大樹      | 2019年3月27日 | [ 6 ]  |
| アニマロッタ （Anima Lotta）   | 6          | アニマロッタ アニマと星の物語      | 2021年3月24日 | [ 7 ]  |
| アニマロッタ （Anima Lotta）   | 7          | アニマロッタ 夢のアニマランド      | 2023年3月16日 | [ 8 ]  |
| アニマロッタ （Anima Lotta）   | 8          | アニマロッタ 勇者アニマと竜の秘宝  | 2025年1月10日 |        |
| カラコロッタ （ColorCoLotta）  | 1          | カラコロッタ                       | 2014年3月     | [ 9 ]  |
| カラコロッタ （ColorCoLotta）  | 2          | カラコロッタ2 ワンダフルオーシャン | 2016年3月     | [ 10 ] |
| カラコロッタ （ColorCoLotta）  | 3          | カラコロッタ 太陽とひみつの島      | 2018年7月30日 | [ 11 ] |
| カラコロッタ （ColorCoLotta）  | 4          | カラコロッタ めざせ！夢の宝島      | 2020年2月     | [ 12 ] |
| カラコロッタ （ColorCoLotta）  | 5          | カラコロッタ フローズンアイランド  | 2022年3月     | [ 13 ] |
| カラコロッタ （ColorCoLotta）  | 6          | カラコロッタ まぼろしの桃源郷      | 2024年2月28日 | [ 14 ] |
| ツナガロッタ （TSUNAGA Lotta） | 1          | ツナガロッタ                       | 2016年2月     | [ 15 ] |
| ツナガロッタ （TSUNAGA Lotta） | 2          | ツナガロッタ アニマと虹色の秘境    | 2018年4月25日 | [ 16 ] |

## 筐体概要
筐体はルーレット・サテライト6基・Wi-Fiリンクターミナル（以下リンクターミナル）の3点で構成されている。2012年9月以降は、一部店舗で増設サテライトが設置されるようになり、最大12基までで遊べるようになっている。また、2018年には新しく6ステーションのliteバージョン筐体も可動している。
ルーレットは1から25まで計25個のポケットを持ち、これを使用してビンゴなど複数ゲームが同時に進行する。『アニマと雲の大樹』以降は5の倍数（5・10・15・20・25）がLED表示になり、数字以外の表示も可能。さらに『勇者アニマと竜の秘宝』からは全てのポケットがLED表示になるようになった。以下このポケットをLEDポケットと表記する。
プレイヤーは好きなゲームにメダルを賭けて、メダル配当やワンダーステップ（リンゴ）を得ていく。『2』以降は1人あたり3種類を選んでプレイすることになるが、1サテライトで2人プレイが可能なマルチモードを使えば1サテライトで全ゲームの中から3つずつ選んでプレイできる（アニマップで開放すれば『おとぎの国のアニマ』以降重複選択可能、『アニマと雲の大樹』以降は4×2=8ゲーム、『アニマと星の物語』では5×2=10ゲーム、『夢のアニマランド』では6×2=12ゲーム選択可能）。1人でマルチモードを使うことはダブルプレイの一種である。さらに『3』以降は1サテライトで全ゲームを遊べるオールモードが追加された（シークレットゲームのあるゲームは通常ゲームとの選択）。e-AMUSEMENT PASSを使ってプレーすると、自分専用のアニマ（キャラクター）を登録することができる。登録したアニマは、配当を得たり他のアニマ（プレイヤー）から応援を受けることで、動作を覚える・アイテムを手に入れるなどして成長する。
最初のアニマで累計5日（1日1回以上プレイで1日カウント）以上プレイすると、マイページから2匹目の登録が可能になり、以後累計5日以上プレイする毎にアニマの数を増やせる（最高5匹、アニマップで最大10匹にすることが可能）。登録したアニマは、後述の「お出かけ」時を除いてマイページから自由に切り替えることができる。『2』以降からは、通常筐体に各stにUSBポートが搭載され、USBを使った携帯電話などの充電が可能となっている。『夢のアニマランド』以降はLite筐体でもUSBポートが搭載されるようになり、2次元コード(QRコード)読み取り機もオリジナル、Liteどちらにも搭載された。
なお、機械に代わって人間（アミューズメント施設のスタッフ等）が各種案内・ルーレット抽選を行える「ディーラーゲーム」モードを備えているが、本項では機械抽選を前提に記述する。
アニマップでは、ゲームで獲得した「スター」（『カラコロッタ』・『ツナガロッタ』シリーズと共有）を使ってアニマの柄の種類を増やしたり、シークレットゲーム開放やお任せ自動配置など便利機能を使う事も可能である。1つのe-AMUSEMENT PASSに複数のアニマを登録できる他、e-AMUSEMENTに接続している筐体であればどの店舗でも共通して使用可能である。

### Wi-Fiリンク
アニマロッタシリーズ（Lite筐体は不可）のみ、PSPゲーム機、iPhone·Androidなどのスマートフォン、iPadなどのタブレット端末、WindowsでWi-Fi搭載のPCといった、Wi-FiモジュールとWebブラウザーの両方を搭載した端末を利用した「Wi-Fiリンク」に対応しており、サテライトが6席とも埋まっている場合でもプレイできるようになっている。『おとぎの国のアニマ』まではニンテンドーDSi、ニンテンドー3DSのブラウザからでも参加出来たが、『アニマと雲の大樹』以降は使用できなくなっている。仕様上の同時プレイ人数は、『1』では最大100人。『2』では最大50人、『3』では最大20人、『おとぎの国のアニマ』以降は最大12人（サテライトとの合算）。
Wi-Fiリンクでプレイする場合には、リンクターミナルの指示に従いWebブラウザーを用いて端末を認証し登録、その後リンクターミナル側で精算時に必要となる暗証番号を設定する（確認として2回入力）。設定完了後、メダルをリンクターミナルに投入してクレジットとして使用する。2013年4月12日より、ステーションから登録やPASELIによるメダル貸し出しが可能になった。ゲーム終了時には、リンクターミナルで最初に設定した暗証番号を入力して精算（プレイ結果の確認）を行い（プレイ当日のみ可）、終了を選択してメダルを払い出す。
ゲーム内容はサテライトと同一で（一部制約あり）、MILLIONETのミリオンジャックポットイベントにも参加できる（ミニジャックポットを除く）。一部の端末では専用ゲーム「Wi-Fiアニマスロット」が遊べる。
端末からサテライトへの転送機能も備えており、端末に「空席あり」と表示されている場合に空いたサテライトへ移動し、サテライトの設定画面の指示に従ってWebブラウザーを操作することで、Wi-Fiリンク端末内にあるクレジットとリンゴをそのサテライトに転送できる。転送成功後は端末側の精算を行って認証解除することが推奨される。
なお、稼動当初はe-AMUSEMENT PASSに対応しておらず、自分専用のアニマ使用やミリオンランカーへの参加といったe-AMUSEMENTシステムに依存する機能は利用できなかった。しかしリンクターミナルには携帯電話対応のe-AMUSEMENT PASSリーダーが標準搭載されており、2011年4月26日付のシステムアップデートによって対応した。e-AMUSEMENT PASSを使ってプレイするには、先にリンクターミナルでe-AMUSEMENT PASSを認証してから端末を登録する。1つのe-AMUSEMENT PASSに紐付けられる端末は1台のみ。
自宅やホットスポットなど、端末を登録したリンクターミナル（アクセスポイント名AnimaLotta）以外からのゲーム参加は不可。
登録した機器は参加しないときは切断しても問題ないが、メダルは当日限り有効なため、店舗を出る前には必ず精算する必要がある。ただし、獲得したワンダーステップについては、最後にその機器でプレイした日から365日間まで保存が可能である。このため筐体でプレイするときと違い、ワンダーチャンスに突入できなくても獲得したワンダーステップが無駄になることはない。ただし、新しいバージョンになった場合はワンダーステップがリセットされるので要注意。
店舗設定により、一部店舗では無料体験プレイが可能となっている。3ゲームの間、全ゲームにサービスクレジットとして5BETされるようになっている。また、このときに獲得できたメダルは無料体験プレイ終了後にそのまま使用可能だが、最大獲得数が3ゲーム合計で100枚までとなっている。
なお、リンクターミナルにおいてもマイページへ行ったり、ランキング・達成者一覧の閲覧が可能であるため、Wi-Fiリンクを使用しない場合でも、サテライトが埋まっているときにこれらの機能を利用したいときにはリンクターミナルで閲覧可能。

### コナステ版
ボール抽選はオリジナル筐体を再現したCG上で行われる。BETにはPASELI・CP（Android・ios版専用通貨）で購入できる「コナステメダルコーナー専用メダル」を使用する。一部のデータはアーケード版と共有だが、アニマップや☆などは共有できない。またゲームの種類は初期状態では『1』でプレイできるビンゴガーデン・チェーンボンバー・アニマツリーの3種類で、追加されたゲームはアニマップで☆を使用して開放できる。サービス開始当初のゲームシステムは『アニマと雲の大樹』相当。2022年3月22日には『アニマロッタ アニマと星の物語 コナステ』にバージョンアップした。同年8月2日に、サンシャイン・ムーンライトJPC（とそれに対応するワンダーチャンス）、クリスタルチャレンジが追加された。
また、2025年4月1日に『コナステ メダルコーナー』アプリで『アニマロッタ 夢のアニマランド』にバージョンアップし、ドリーム・コンプリートJPC（とそれに対応するワンダーチャンス）が追加された。なお、ストリーミング版では引き続き『アニマロッタ アニマと星の物語 コナステ』となる。

## ゲーム

### 通常ゲーム
- ゲーム開始の案内から一定時間（おおよそ20〜25秒）以内に、サテライト（Wi-Fiリンク端末）の画面上のBETボタンをタッチ（クリック）して各ゲームにBETする（BETタイム）。全てのゲームにBETしても良く、逆にBETを見送ってその回のゲームに参加しないこともできる。
- なおサテライトプレイでは一度BETボタンをタッチするとBETを取り消すことはできないが、Wi-Fiリンクプレイ（通常プレイのみ、Wi-Fiアニマスロット版はサテライトプレイと同様）ではOKボタンを押すまたはBETタイム終了まで、BET数の変更や取り消し（クリア）ができる。
- シングル（最大3種類）、マルチ（最大6種類）、超マルチ（『アニマと雲の大樹』から追加、最大8種類）、超超マルチ（『アニマと星の物語』から追加、最大10種類）、極マルチ（『夢のアニマランド』から追加、最大12種類）、超極マルチ（『勇者アニマと竜の秘宝』から追加、最大14種類）、オール（『3』から追加）、ナインビンゴ（『アニマと雲の大樹』から追加、詳細は後述）、ナインビンゴカスタム（『アニマと星の物語』から追加）、ナインビンゴ超カスタム（『勇者アニマと竜の秘宝』から追加』から追加）の10つのモードがある。
- 抽選ボールは、1ゲームで5回に分けて計8球放出される（1回目3球、2回目2球、3〜5回目1球）。なおアナウンスでは1回目から順番に1stロッタ、2ndロッタ、…、ラストロッタと呼んでいる。
  - 2回目と3回目の間にシンキングタイム（15秒）が設けられており、一部のゲームではシンキングタイム終了までマス目の移動やFREEマスの指定ができる。
- どのゲームをメインに表示するかはゲーム中自由に切り替えられる。サテライトプレイではメイン表示されているゲーム以外はパネル内に縮小表示され、そこからもリーチ数字や現時点の配当獲得枚数などを知らせてくれる。Wi-Fiリンクプレイでは縮小表示ではなく、ゲーム名が書かれたボタンに「WIN獲得！」、「リーチ！（ビンゴガーデンとWi-Fiアニマスロット、スターダストワンダーチャンスのみ）」、「JPチャンス！」、「BONUS中」などと表示されるだけである。
- 筐体のナレーションは1は大原さやか、2は疋田由香里、3は斉藤佑圭、4は宮川美保、脇田昌代によるものである。

| バージョン         | ゲーム数 | Wifiリンク限定 | シークレットゲーム |
| ------------------ | -------- | -------------- | ------------------ |
| 1                  | 3        | なし           | なし               |
| 2                  | 5        | 1              | なし               |
| 3                  | 7        | 1              | なし               |
| おとぎの国のアニマ | 8        | 1              | 2                  |
| 雲の大樹           | 9        | 1              | 4                  |
| 星の物語           | 11       | 1              | 5                  |
| 夢のアニマランド   | 12       | 1              | 5                  |
| 竜の秘宝           | 14       | 1              | 6                  |

#### アニマロッタ1から登場のゲーム

##### ビンゴガーデン
5×5マスのビンゴゲーム。
- BETタイム中にカードをタッチすることで、番号の配列を変更できる。
- BETタイム中、およびゲーム開始後からシンキングタイム終了まで、中央周囲8マスをプレイヤーが自由に回転させることができる（数字のみが移動し、フリーエリア自体は移動しない）。ただしWi-Fiリンクプレイ時はビンゴおよびリーチが多くなるように自動的に回転し、プレイヤーは操作に介入できない（Wi-Fiアニマスロット版は回転可能）。
- BETタイム終了後、カードにはワンダーステップが獲得できる列（10BET以上で必ず登場）と既に抽選された扱いとなるフリーエリアが5マス振り分けられる（中央は固定）。フリーエリアの数字が直接抽選される、または周囲8マス回転時に抽選された数字を重ね合わせると配当が増えていく(オッズアップ)。
- 中央の数字が抽選されると上下左右4マスがフリーエリアになり、リーチ・ビンゴの成立確率やオッズアップの確率も上がる。
- ゲーム終了時にビンゴが1ライン以上成立していると配当、指定された列であればワンダーステップが与えられる。最大4ライン。
- 基本配当は、1ライン：x0.5 2ライン:x2 3ライン:x10 4ライン:x60。オッズアップでは基本配当が（オッズアップ回数+1）倍増加する（例：1ラインの場合x0.5→x1→x1.5…、3ラインの場合x10→x20→x30…）。

##### チェーンボンバー
パズル風数字崩しゲーム。
- BETタイム中にフィールドをタッチすることで、ブロックの色を変更できる(配置は変わらない)。BETタイム終了後、ワンダーステップが獲得できる列と番号・爆弾が振り分けられる。
- ブロックには数字が書かれているものが混じっており、抽選された数字のブロックが消える（1・2回目はボールがすべてポケットに入ってからブロックが消える）。この際、縦横に同じ色のブロックが2個以上連続していると、そのブロックも連鎖で消える（縦横組み合わさっていても良い）。5連鎖以上連鎖が続くごとに、任意の列の配当が2倍、3倍…と増えていく（オッズアップ）。
- 連鎖で消えたブロックの中に数字付きのものがあると、その数字が爆弾として再登場する。爆弾が抽選されると爆風のかかったブロックが消える。この時爆弾に爆風がかかるとその爆弾も爆発し、周りのブロックを巻き込んでいく。爆風で消えた数字ブロックも連鎖と同様に爆弾として再登場するが、（抽選および爆風で）一度爆発した爆弾は消滅する。また、通常（黒色・上下左右1マス）より広範囲のブロック・爆弾を消せる青色（上下左右2マス）・赤色（8方向1マス）・虹色（上下左右2マス+斜め1マス）の爆弾が登場することもある。
- 縦1列のブロック・爆弾がすべて消えると、その列に指定された配当及びワンダーステップが与えられる。
- 基本配当は、（左から）3,4列目:x0.5・2,5列目:x0.6・1,6列目:x1.5・全消し:x50（ボーナス扱いで全列の配当に加算）。オッズアップ1回につき基本配当は2倍増加する（適用される列はランダム）。

##### アニマツリー(カスタム時はヘブンツリー)
木登りゲーム。『アニマと雲の大樹』ではシークレットゲームとしてヘブンツリーが追加された。(アニマップから解放)
- BETタイム中に3階×4マスの数字が表示される。木をタッチすることで、数字の初期配置を変更できる（BETタイム中何度でも変更可能）。
- 数字が抽選されると、その数字があるフロア（階）から上のフロアへとハシゴが伸びる（アニマがいないフロアでも良い）。アニマがいるフロアの数字が抽選されると、そのハシゴを使ってアニマが上のフロアへ登っていく。登ったフロアに既にハシゴがある場合、アニマはそこから続けて登っていく。登り終えた後で新しい階の数字が表示される。
- 一度に2〜3階層登れるハシゴが伸びる・配当が2〜5倍増える（オッズアップ）数字が現れることがある。アニマツリーではスタート時のフロアにのみ、ヘブンツリーでは各階層にオッズアップが出現、2階登れるハシゴが2フロア目に登場する場合もあるが、登れる数字が少ない（1フロア目は4つ、2・3フロア目は3つ、4フロア目以降は2つ）。
  - 『勇者アニマと竜の秘宝』からは2〜3階層登れるハシゴ番号と配当が2〜5倍増える（オッズアップ）数字が決められた位置からランダム配置になった。この点はWi-Fiプレイも同様。
- 1ゲームで3階層以上登ると配当が与えられる。配当獲得確定後も上のフロアへ登り続けると、さらに配当が増える。スタート時のフロアに留まったり2階層以下しか登れなかった場合は配当は得られず、1階から再スタートとなる。
- 配当を得た場合は左のBETボタンが「継続」ボタンに変わり、選択するとそのフロアから再開できる。ただし原則として前回得た当ゲームの配当全てをBETする必要がある（追加BETも可。配当が100以上の場合は半分BETボタンが追加される）。右の「はじめから」ボタンを選択すると、1階から再スタートとなるが、最低BETからプレイできる。
  - ヘブンツリーでは継続ゲームの場合はBETの上乗せができず、BET枚数を変更したい場合は「はじめから」ボタンを押す必要がある（ハニーエイト・ハニーファイブ・クラッシュドロップと同様）。
- アニマツリーで30階・40階、ヘブンツリーで25階・30階に到達すると、フロアボーナスとしてワンダーステップを獲得し、アニマツリーで50階、ヘブンツリーで35階に到達すると、ダイレクトジャックポットチャンスを獲得する（アニマツリーで50階到達後、ヘブンツリーで35階到達後も数字が抽選されれば更に上れるが、その次のゲームからは1階からの再スタートとなる）。
- アニマツリーの基本配当は、+3F：×1・4F：×1.2・5F：×1.4・+6F：×2・+7F：×5・+8F：×10（いずれもスタート時のフロアから）。
  - アニマツリーのオッズアップは1回限りで基本配当は2〜5倍増加する。ヘブンツリーでオッズアップを複数獲得した場合は乗算ではなく加算となる（×2と×3では×6ではなく×5）。

#### アニマロッタ2で追加されたゲーム

##### ハニーエイト(カスタム時はハニーファイブ)
ハチミツを広げていくゲーム。『おとぎの国のアニマ』ではシークレットゲームとしてハニーファイブが追加された。(アニマップから解放)
- 正六角形のマスが並べられたカードが表示される。BETタイム中は何も表示されない。
- ゲームスタート時、ランダムでマスに数字と「START」が配置される。「START」マスはハチミツになっている。
- 数字が抽選され、「START」マスの周りにある数字マス（ラッキーナンバー）がHITすると、そのマスとその周りのマスがハチミツに変わる。ハチミツに変わったマスの隣にミツバチがあると、同様にハチミツが広がっていく。
- HITした数字マスの周りにハチミツがないときは、そのマスはミツバチに変わる。ただし、「LUCKY」マスとなってハチミツになることがある。
- ゲーム終了時に、ハチミツを12マス以上埋まると配当が得られる。最大50マス。
- 配当を得た場合は左のBETボタンが「継続」ボタンに変わり、3〜5連チャンでミツバチ1匹、6連チャン以降でミツバチ2匹の状態からスタートする。8連チャン以降はボーナス配当が得られる(ハニーファイブの場合は5連チャンでボーナス配当)。連チャン中はBET枚数を変更できない（変更したい場合は連チャンをリセットする必要がある）。
- ハニーファイブは基本的なルールはハニーエイトと同じ。違う点は、連チャン時のミツバチ追加が4〜7連チャンでミツバチ1匹、8連チャン以降でミツバチ2匹の状態からスタートとなり、ボーナス配当が5連チャン以上に緩和されるが、ボーナス配当は低下する。そのかわり連チャンが増えるとボーナス配当が増えていくようになる。

##### ビンゴファーム
4×4マス×4枚のビンゴゲーム。
- 「ビンゴガーデン」と違って、BETタイム中は番号の配列は伏せられている。
- BETタイム終了後、カードにはワンダーステップが獲得できるマスと既に抽選された扱いとなるフリーエリアが数マス振り分けられる。
- 稀にフリーが多く配置されたチャンスカードが出現することがある（青と赤の二種類が存在し、特に赤は期待値の高いカードとなっている）。
- ゲーム終了時にビンゴが1ライン以上成立していると配当、指定されたマスを含んでいればワンダーステップが与えられる。最大20ライン。
- 縦・横を2枚通しでビンゴになると「スーパービンゴ」、斜めを2枚通しでビンゴになると「ハイパービンゴ」になり高配当を得られる。

##### Wi-Fiアニマスロット
Wi-Fiリンク専用ゲーム。スロットマシンで絵柄を揃えて配当を獲得するゲーム。
- 画面に表示されているポケットが抽選されるとスロットが回転する。絵柄がそろえば配当獲得。
- 「7」、「BAR」が3つ揃うと高配当が期待できるBONUSゲームに突入する。「BAR」揃いは1ゲーム以上、「7」揃いは最低でも3ゲーム以上は継続する。
- BONUSゲームに突入中は終了するまではBET枚数の変更ができなくなるので要注意。
- 選ばれた数字が全部抽選されると「7」揃い確定(5か所のポケットに入賞する)、抽選されるとワンダーステップ獲得チャンス（3つ全部抽選で確定）、抽選されると配当2倍になる数字(1か所のみ)がある。

#### アニマロッタ3で追加されたゲーム

##### ビンゴバルーン
マス目が菱形に配置されたビンゴゲーム。
- マス目は7段で、上の段から横に1,3,5,7,5,3,1マス（合計25マス）という配置になっている。
- BETタイム終了後、カードにはワンダーステップが獲得できるマスと自由に配置できる風船が1つ、風船を追加できるマスが振り分けられる。
- シンキングタイム終了までにフリーの風船を配置できる。風船は初期で1個だが、シンキングタイムまでに指定のマスに入ると風船が追加される。『夢のアニマランド』以降は縮小表示の時に配置できるFREE風船の数が表示されるようになった。
- ゲーム終了時に3マスのビンゴが2ライン以上か4マス以上のビンゴが1ライン以上成立していると配当（3マスのビンゴ1ラインのみでは配当はない）、指定されたマスを含んでいればワンダーステップが与えられる。(ワンダーステップは1ラインビンゴでも獲得可能)
- フリーのマスと抽選されたマスが重なればオッズアップ。ビンゴは縦・横・斜めで端まで繋がっていないと成立しない。
- ラインの長さは3マス・4マス・5マス・7マスがあり、5・7マスは縦・横、4マスは斜め（下表の×で示されたマス）でしか成立しない。

| 数字配置例                                                                       | 成立ライン（ラインの数字が全部抽選されてビンゴ成立）    | 成立ライン（ラインの数字が全部抽選されてビンゴ成立）    | 成立ライン（ラインの数字が全部抽選されてビンゴ成立）    | 成立ライン（ラインの数字が全部抽選されてビンゴ成立）    | 成立ライン（ラインの数字が全部抽選されてビンゴ成立）    |
| 数字配置例                                                                       | 3マス（縦・横）                                         | 3マス（斜め）                                           | 4マス（斜め）                                           | 5マス（縦・横）                                         | 7マス（縦・横）                                         |
| -------------------------------------------------------------------------------- | ------------------------------------------------------- | ------------------------------------------------------- | ------------------------------------------------------- | ------------------------------------------------------- | ------------------------------------------------------- |
| ■■■１■■■ ■■２３４■■ ■５６７８９■ 10111213141516 ■1718192021■ ■■222324■■ ■■■25■■■ | ■■■○■■■ ■■───■■ ■│○○○│■ ○│○○○│○ ■│○○○│■ ■■───■■ ■■■○■■■ | ■■■○■■■ ■■○×○■■ ■○×○×○■ ○×○×○×○ ■○×○×○■ ■■○×○■■ ■■■○■■■ | ■■■×■■■ ■■×○×■■ ■×○×○×■ ×○×○×○× ■×○×○×■ ■■×○×■■ ■■■×■■■ | ■■■○■■■ ■■│○│■■ ■─┼─┼─■ ○○│○│○○ ■─┼─┼─■ ■■│○│■■ ■■■○■■■ | ■■■│■■■ ■■○│○■■ ■○○│○○■ ───┼─── ■○○│○○■ ■■○│○■■ ■■■│■■■ |

##### ハッピーフラワー(カスタム時ファンシーフラワー)
花壇の花を咲かせるゲーム。『アニマと星の物語』ではシークレットゲームとしてファンシーフラワーが追加された。(アニマップから解放)
- 配列は4×4マス。
- BETタイム終了後、ワンダーステップが獲得できるマスと最初からまかれている種が振り分けられる。
- 最初の5球で種を植える。花壇にある数字が抽選された場合はそこに1つ種をまく。黄色い数字（左上から対角線上に配置）の数字が抽選されると縦1列1つずつ種がまかれる。
  - 花壇にない数字が抽選された場合はLUCKY数字につぼみとしてストックされる。
- シンキングタイム後の3球で花壇に水をやる。6つの数字が配置され、その数字が抽選された場合縦または横1列に水をやり、そのライン上にある種から花が咲く。咲いた花の数に応じて配当、指定されたマスを含んでいればワンダーステップが与えられる。LUCKY数字が抽選されると、全16マスに水をやり、さらにボーナスのつぼみ分の花が咲く。
- 2015年6月25日のアップデートでエクストラチャレンジが追加された。8球の抽選終了後、次のベットタイム開始までに追加メダル（必要メダル枚数はベット数や配当の状況により異なる）を支払うことでハッピーフラワーのみ追加の抽選を3回までタッチパネル上で行うことができる（『おとぎの国のアニマ』以降はこのシステムは無くなっている）。
- ファンシーフラワーは最初から最後までLUCKYを含む水やりの番号と種まきの番号がある。また、水やりのラインは縦横4ラインずつで8ライン。種を蒔いたマスかすでに花が咲いているマスに水をやるか、水をやったマスに種を植えると花が咲く。すでに花が咲いているところに再び水やりすると一マス分の花が増えるようになる(1マスにつき、最大4個まで)。花の咲いたマスが縦横どちらかに接していたらそれらのマスすべての花がカウントされる。

#### おとぎの国のアニマ(アニマロッタ4)で追加されたゲーム

##### アニマドロップ(カスタム時クラッシュドロップ)
ドロップを落とすゲーム。シークレットゲームはクラッシュドロップ。(アニマップから解放)
- 8×9の盤面に上から8個、7個、8個…の順にぶどうの房のように釣り下がっている。
- ドロップを落とした数に応じて配当が獲得できる（合計60個から）。
- ワンダーステップが付属しているドロップを落とすと獲得することができる。
- 一度に全てのドロップを落とすと全消しボーナスが獲得できる（1回目…BET×3、2回目…BET×10、3回目…BET×30、4回目…BET×50、5回目…BET×100...）。
- BETタイム終了後、ワンダーステップが獲得できるドロップが出るまでの段数がランダムで決まる。
- 盤面にない数字がヒットした場合はずれドロップとしてカウントされ、3回ヒットするとはずれドロップを中心に大爆発を起こす。
- クラッシュドロップはヒットした際の巻き込む範囲は広くなり、はずれドロップの大爆発が超爆発になるが、全消しをしないと配当を手に入れることができない。しかし、1ゲームで3回以上全消しすると「スウィートジャックポット」を獲得できる（配当は落としたドロップの合計によって異なる。合計数は前回賭けた枚数をBETで継続されるが、1ゲームで一度も全消しをできないと0個からの再スタートとなる）。

#### アニマと雲の大樹(アニマロッタ5)で追加されたゲーム

##### サンダースマッシュ(カスタム時サンダーブレイク)
雷でブロックを壊すゲーム。シークレットゲームはサンダーブレイク。(アニマップから解放)
- 左右それぞれに34個のブロックが配置されている。
- 数字が書かれているブロック、雷のブロック、配当の書かれたブロックがある。
- 数字が抽選されるとその数字が書かれたブロックが雷に変化する。オッズアップと書かれたマスが抽選されるとブロックに書かれた配当が増える（サンダーブレイクでは最高役のみ）。
- 下段の8マスのうち、雷で挟まれたブロックは破壊され、配当ブロックを破壊すると配当獲得。破壊した後は上段からブロックが落ちてくる。そのブロックがまた雷に挟まれた場合は連鎖する。リンゴが描かれたブロックが破壊されたらワンダーステップが与えられる。
- 左右のブロックをすべて消した場合はそれぞれ全消しボーナスを獲得する。
- サンダーブレイクでは無限に降ってくるブロックを消して連鎖数を増やしていくゲーム。ランダムに選ばれたチャンスナンバーがHITすると下の段がすべて雷のブロックに変化。連鎖数をに応じて配当を獲得。

##### ナインビンゴ
9つのゲームをマス目に見立て、配当のあったゲームでビンゴを目指す。
- プレイをするにはアニマップでナインビンゴモードを開放し、ナインビンゴモードで全ゲームにBETし、さらにナインビンゴとしてBETする必要がある。
- 配当獲得したゲームはナインビンゴ枠で埋まり、縦、横、斜めの3つ並びで揃えたら配当獲得。リンゴ、宝箱があるライン上で揃えると、リンゴを獲得したり、追加配当が得られたり、スタンプやアニマップの★が獲得することができる。
- 『アニマと星の物語』ではナインビンゴカスタムが追加。14種類のゲーム（シークレット除く）の中から9種類（重複不可）を好きな配置でプレイできるようになった。ただし、ライン配当は通常より低下するが、宝箱から配当が出やすくなっている。
- 『勇者アニマと竜の秘宝』ではナインビンゴ超カスタムが追加。14種類のゲーム（シークレット除く）の中から9種類を重複可能かつ、好きな配置でプレイできるようになった。ただし、ライン配当は通常、ナインビンゴカスタムより更に低下するが、宝箱から超高配当が出ることも。

| アニマドロップ | チェーンボンバー | サンダースマッシュ |
| ビンゴバルーン | ビンゴガーデン   | ビンゴファーム     |
| ハニーエイト   | アニマツリー     | ハッピーフラワー   |

#### アニマと星の物語(アニマロッタ6)で追加されたゲーム

##### トゥインクルリンク
星座のように星をつなぐゲーム。
- 中央の正十角形と、その隣接する2点を1辺とする正五角形5つのそれぞれに数字が配置される。
- 中央の正十角形はシンキングタイム終了まで回転が可能。
- 数字が抽選されると星が光る。この光る星が9個以上つながると配当獲得。
- ゲーム開始時にFREEの星（最初から光っている星）が決定し、FREEの数字が抽選されると隣接する星（正十角形上のFREEが抽選された場合は正十角形上の隣接する2つの星が光る。正五角形上のFREEからの光を正十角形上のFREEに重ねると正十角形上のFREEに隣接する星も有効）も光る。この星が抽選されるとオッズアップ。
- 正五角形5つの星のうち、正十角形に隣接していない5つの星（リングつきの惑星）5つの星が直接抽選される（FREEおよびFREE抽選の隣接は無効）とプラネットボーナス獲得。

##### メテオボンバー
チェーンボンバーを発展させたゲーム。
- 基本ルールはチェーンボンバーと同じだが、爆弾のほかに「メテオ」が追加された。爆弾およびメテオになる数字入りのブロックはゲーム開始時に決定する。
- 横のブロックは7列で、ゲーム開始時にそれぞれの列に配置されている宝箱のいずれかが合体し、配当も合算される。
- 宝箱の上のブロック・メテオ・爆弾を全部消すと配当獲得。合体した宝箱の配当を獲得するには宝箱の上の全列のブロックを消す必要がある。
- 5連鎖以上で全消しボーナスのオッズアップ。
- メテオの数字が抽選されると、右下もしくは左下に落下し、間にあるブロックを破壊する。爆弾及びメテオを巻き込んだ場合は連鎖する。メテオが宝箱に当たると宝箱のオッズアップ。
- 爆弾の数字が抽選されると8方向に爆風が飛びブロックを破壊する。爆弾及びメテオを巻き込んだ場合は連鎖する。
- 全部のブロック・爆弾・メテオを消すと全消しボーナス獲得。

夢のアニマランド(アニマロッタ7)で追加されたゲーム
ビンゴショット
FREEチケットを使ってビンゴを狙うゲーム。
- ビンゴガーデンと同じく、5×5マスのビンゴゲームとなっているが、ゲーム開始時には番号にFREEチケットと抽選された扱いとなるFREEが数マス出現する。
- 1～5球目では、FREEチケットが付いた番号HITするとFREEが配置できるようになる。ただし、配置できる場所はその場所で手に入れた縦の列のみとなる。シンキングタイム終了までならば配置し直すことも可能。
- FREEにHITするとオッズアップ。一回のオッズアップにつき+0.2倍となる。
- シンキングタイムが終了すると、配置したFREEが確定し、取り損ねた(HITしなかった)FREEチケットは縦か横で隣接していれば、番号が枠で囲まれるようになる。(ただし、FREE1追加とFREE2追加は隣接しない。)枠で囲んでいる数字の中からいずれかHITすれば、枠内の数字がすべてHITした扱いになる。
- ゲーム終了時に、2LINE以上ビンゴしていると配当獲得。最大12LINE。

勇者アニマと竜の秘宝(アニマロッタ8)で追加されたゲーム
マジカルマイン
魔法で結晶を壊し、配当までの道を作って獲得するゲーム。シークレットゲームはミラクルマイン。(アニマップから解放)
- 9×6マスのフィールドを使用する。ゲーム開始時にはランダムで結晶が組付けられたパターンが出現する。
- 結晶に書かれている数字にHITすると魔法で結晶を壊すことができる。結晶の形は途中で変わらないので乗ってる結晶がない場合はそのままの形で落ちる。
- 落ちた結晶が同じ色の結晶に触れると触れた同士の結晶が隣接して大きな結晶にかわる。この時、隣接して大きくなった結晶を壊せばいずれかのお宝がオッズアップとなる。オッズアップになる宝はランダム。
- 落ちきった時に宝が取れるまでのルートが出来ていればその宝を引き上げて配当獲得となる。
- 結晶を壊していくと左下にりんごが入っているビンにゲージが溜まっていく。  ゲーム表示ボタンの右上に%表記されており、100%まで行くとビンからりんごが出てきてりんご獲得となる。
- 獲得後は再びゲージをためてりんごを取り出す作業に戻る。周回していくとりんごの価値もだんだんと高くなっていく模様。貯めたゲージや周回状況は配当得ることで次のゲームに持ち越すことが可能。(持ち越すには前回かけたBET枚数をそのまま掛ける必要がある。)
- 全ての結晶を壊すと全消しボーナス獲得。
- ミラクルマインでは、魔法マークが付いたクリスタルが出現し、そのクリスタルを壊せば魔法を使って宝石を別の色に変えて大きくすることができる。配当得ることで次のゲームから魔法マークの数が増えていき、配当や全消しなどが狙いやすくなる。(持ち越すには前回かけたBET枚数をそのまま掛ける必要がある。)

ビンゴエリクサー
FREEを進化させてラインを揃えていくゲーム。
- スポットを1辺4マスの6角形状に並べた、4＋5＋6＋7＋6＋5＋4＝37マスの魔法ビンゴパネルを使用する。
- BETタイム終了後、カードにはワンダーステップが獲得できるマスと自由に配置できる魔法ビンが1つ、魔法ビンを進化できるマスが振り分けられる。
- シンキングタイム終了までにフリーの魔法ビンを配置できる。ビンゴバルーンとは異なり、魔法ビンは1個しか配置できないが、シンキングタイムまでに指定のマスに入ると魔法ビンが進化される。
- ピンクの進化はFREEのマスから横1マスずつ、緑の進化は各斜めに1マスずつ広がる。両方の進化を得ることができればオレンジ色の魔法ビンになる。
- ゲーム終了時に4マス以上のビンゴが1ライン以上成立していると配当、指定されたマスを含んでいればワンダーステップが与えられる。(ワンダーステップは1ラインビンゴでも獲得可能)
- フリーのマスと抽選されたマスが重なればオッズアップ(広がった部分はオッズアップしない)。ビンゴは横・斜めで端まで繋がっていないと成立しない。
- ラインの長さは4マス・5マス・6マス・7マスがあり、どの長さでも横・斜めどちらも成立する。
- 4個×4以上、5個×3以上、6個×2以上、7個×2以上をいずれか成立(配当表の虹枠。最初は伏せられているが、リーチになると配当が明かされる)することで最高役のアルケミーボーナス達成となる。

### 応援
- 通常ゲーム中(ランダムに発生)およびジャックポットチャンス挑戦時に、自分のアニマが他のアニマを応援しに別のサテライトに出かけて行ったり、逆に他のアニマが自分を応援しに来ることがある。なお現時点では、通常ゲーム時のWi-Fiリンク端末への応援は非対応（スターダストジャックポットチャンスは対応）。
- 出かける際には応援の度合いに応じてお小遣いが必要で（ちょっと10BET・ふつうに20BET・いっぱい50BET）、応援するかどうかはプレイヤーの自由。ジャックポットチャンスは10BET以上から好きな枚数で応援ができる。応援しない場合は通常ゲーム時は「応援しない」をタッチまたは放置、ジャックポットチャンス時は抽選開始まで放置する。
- 応援を受けたプレイヤーが配当獲得(通常ゲーム時)、スターダスト、ムーンライト、ドリーム、ファンタジー、コンプリートジャックポット獲得、サンシャインジャックポットチャンスで一定数のJPポケットにヒットした場合、応援したプレイヤーのアニマにリンゴが1個プレゼントされ、そのプレイヤーのサテライトに持ち帰って来る。配当なし、スターダスト、ムーンライト、ドリーム、ファンタジー、コンプリートジャックポットを逃した、サンシャインジャックポットチャンスで一定数のJPポケットにヒットしなかった場合は何も持たずにしょんぼりしながら帰って来る。(BETは返って来ない)
- 通常ゲーム時の応援は基本的に応援の度合いが大きいほど高いレベルのリンゴ獲得が期待できるが、ふつうに応援して高いレベルのリンゴを持ち帰って来ることもあれば、いっぱい応援しても緑リンゴを持ち帰って来ることもある（ちょっとは緑固定）。
- スターダストジャックポットチャンス応援時のリンゴのレベルは固定されている（ちょっと：緑、ふつうに：銅、いっぱい：金『おとぎの国のアニマ』以降では金リンゴはLv1固定である）が、『勇者アニマと竜の秘宝』からはスターダストでも好きな枚数で応援ができるようになった(Wi-Fiプレイは従来通り)。

- 各ジャックポットチャンスはBET枚数に応じて条件を満たしたときに獲得できるリンゴが進化するようになる。

- 『おとぎの国のアニマ』ではアニマップ（後述）により応援ショップが開かれる。☆20個で好きなとき（JACKPOTCHANCEは除く）に応援することができる。また、応援枚数アップを解放するとBETを100枚以上にすることができる。

### アニマップ
『おとぎの国のアニマ』で追加されたシステム。獲得したスターを使用することで新たなモードやカスタマイズの選択が可能になる（『カラコロッタ3』以降、『ツナガロッタ2』以降にも搭載）。
- ゲームでさまざまなミッションを達成することで、スターを手に入れることができる。獲得できるスターの数はミッションの難易度によって異なる。
- マップを進めるとスターを消費して、スタンプを獲得できる「スタンプショップ」や特定のゲームのシークレットモードなどを開放することができる。

## アニマフェスティバル
『2』・『3』で実施されたサテライト全体で挑戦するミッション(『1』は未実施、『4』〜は廃止)。ミッションに成功すると貢献度に応じて宝箱を獲得する。

## ヘブンチャレンジ
『勇者アニマと竜の秘宝』で追加されたゲーム。ルーレットLEDポケットに5体アニマに設置されたルーレットを使用してワンダーステップの獲得を目指す。本ゲームのみに登場するクリスタルのリンゴを所持した状態でワンダーチャンスからジャックポットチャンスに進むと、配当アップや10球追加などジャックポットチャンスが有利になるアイテムを獲得する。なお、スターダストジャックポット以外の場合はルーレット抽選は行わず、ジャックポットの配当が上がるのみになる。
通常ゲームで「ヘブンリンゴ」を獲得すると全プレイヤーに対して発動する（参加するにはBETが必要）。
- 5体のアニマにそれぞれ特徴があり、「スーパーライト」「ライト」「バランス」「ギャンブラー」「プロギャンブラー」という特徴がある(どののアニマに振り分けられるかはランダム)。
- ヘブンリンゴを獲得したプレイヤーは必ずすべてのアニマがエントリーされてりんごが配置される（追加でBETも可）。
- 開始直後に各アニマにりんご配置される。ルーレット上に各アニマポケットがランダムで均等に配置される。
- クリスタルリンゴはこの要素で登場し、確率で出現する。なお、５体全員BETすると必ずクリスタルりんごが出現する。
- 抽選は10球。BETしたアニマが3回HITするとりんご獲得。追加HITするとリンゴの価値があがっていく。
- 5体のアニマに2HITずつされると追加で5球抽選される。うまくいけば最大5個のリンゴを獲得できる。

## クリスタルチャレンジ
『3』で追加されたゲーム。通常のルーレットの上部に設置されたレインボールーレットを使用してワンダーステップの獲得を目指す。Lite筐体やコナステ板では、レインボールーレットが無い為、代わりに通常ルーレットをつかって抽選を行われる。『勇者アニマと竜の秘宝』はこの機能が廃止のと、レインボールーレットがなくなった。その代わりとして、上記の新要素が追加となる。

### アニマロッタ3のクリスタルチャレンジ
通常ゲームで「にじたま」を獲得すると全プレイヤーに対して発動する（参加するにはBETが必要）。
- マス目にはワンダーステップ獲得・リンゴがレベルアップするALL UP・リンゴをすべて獲得するALL GETが存在する（空欄が抽選された場合はワンダーステップ獲得なし）。
- ALL UPに成功した場合、クリスタルのリンゴが登場することがある。

### おとぎの国のアニマ～夢のアニマランドのクリスタルチャレンジ
『おとぎの国のアニマ』のみ「新クリスタルチャレンジ」の名称で登場。「にじたま」は「羽リンゴ」に変更された。
- 羽リンゴを獲得したプレイヤーは必ずその羽リンゴの色のワンダーステップが8マス全てに配置される（追加でBETも可）。
- 開始直後にランダムでクリスタルリンゴが2-3個とレインボーポケットが配置される。
- 抽選は1球のみ。しかしレインボーポケットに抽選されると追加でもう一球抽選される。その際、レインボーポケットには、3回目の抽選が行われないかわりに価値の高いワンダーステップなどが配置される。

## スペシャルチャンス
『おとぎの国のアニマ』から実装された新要素。『勇者アニマと竜の秘宝』はこの機能が廃止。
- シンキングタイム終了後、スペシャルチャンスが発生することがある。
- 発生した場合はランダムで入賞していない番号の中から3～5ポケットが抽選される。残り3球で選ばれたスペシャルポケットに入賞するとゲーム終了後にダブルアップチャンスが発生する。
- 抽選は1球のみで、自分ステーションの番号色に入賞するとダブルアップ成功となり、そのゲームで得た配当が2倍になる。ただし、ワンダーチャンスで得た配当は増えない。25番に入賞すると参加者全員ダブルアップ成功となる。
- Wi-Fiリンクからでもダブルアップチャンスに参加でき、ダブルアップに成功すれば配当が2倍になる他、ワンダーステップ(緑固定)も獲得できる。（0WINでもダブルアップ成功すればワンダーステップだけもらうこともできる）

## ワンダーステップ
画面左上に表示されている、リンゴ型の枠が7個配置された道がワンダーステップである。
- ゲーム中にリンゴがゲーム内に登場することがある。また各ゲームに10BET以上するとリンゴは必ず登場する。(9BET以下でも希に登場することがある)
- リンゴの獲得条件は以下の通り。
  - ビンゴガーデン：リンゴ配置列のビンゴ成立
  - チェーンボンバー：リンゴ配置列の全ブロック・爆弾消滅
  - アニマツリー/ヘブンツリー：リンゴ表示数字の抽選（そのフロアまでアニマが登って来なくても獲得）およびアニマツリーで30階・40階・50階到達、ヘブンツリーで25階・30階・35階到達
  - ビンゴファーム：リンゴ配置マスを含む列のビンゴ成立
  - ハニーエイト/ハニーファイブ：リンゴ配置マスにハチミツが重なる
  - ビンゴバルーン：リンゴ配置マスを含む列のビンゴ成立
  - ハッピーフラワー：リンゴ配置マスの花が咲く
  - ファンシーフラワー：リンゴ配置ライン１列に花が咲く
  - アニマドロップ/クラッシュドロップ：リンゴ表示ドロップを落とす
  - サンダースマッシュ/サンダーブレイク：リンゴ表示ブロックを消す
  - ナインビンゴ/ナインビンゴカスタム/ナインビンゴ超カスタム：リンゴ配置列のビンゴ成立
  - トゥインクルリンク：リンゴ配置個数のプラネット抽選
  - メテオボンバー：リンゴ配置列の全ブロック・爆弾・メテオ消滅
  - ビンゴショット：一定のLINE数以上を獲得
  - マジカルマイン：一定数の結晶を破壊および、ボーナスリンゴのゲージをMAXにする
  - ミラクルマイン：一定数の結晶を破壊
  - ビンゴエリクサー：リンゴ配置マスを含む列のビンゴ成立
  - Wi-Fiアニマスロット：りんごが付いている指定された3つの数字を全てHIT(1、2HITでも獲得することがある)
  - 他：ヘブンチャレンジや宝箱から獲得
- リンゴを獲得すると、左から順番にワンダーステップの枠に追加されていく。
- リンゴの色は緑・赤・銅・銀・金・クリスタルがあり、BET数を上げると緑からレベルアップし(クリスタルはヘブンチャレンジ・クリスタルチャレンジからのみ)、最大3個まで追加される。但し、マルチプレイ・オールモード・ナインビンゴモード・カスタムナインビンゴの場合は各ゲームに一つずつしか現れない。レベルアップするほどワンダーチャンス・ジャックポットチャンスの配当が有利になる。リンゴが一つずつしか出ない代わりに、マルチプレイのリンゴの価値は、シングルプレイで出るリンゴの3倍程度になる。
- 『おとぎの国のアニマ』以降では金リンゴにレベルが割り振られる。Lv1-LvMAX（10）と表示される。
- ゲーム中稀に虹色のリンゴが登場することがあり虹リンゴ内の柄によりどのJACKPOTチャンスに挑戦出来るかが変わる(虹色リンゴ内の柄は『6』以降から登場)。
- 虹色のリンゴを獲得するとワンダーチャンスを省略して直接ジャックポットチャンスに移行する（ワンダーステップは保持される）。
- ワンダーチャンスが発動するとワンダーステップはリセットされる。1回のゲームで複数個のリンゴを獲得してワンダーチャンスが発動した場合、ゲームで獲得したリンゴ（マルチプレイの場合、優先消化順位は①左上→②左中→③左下→④右上→⑤右中→⑥右下の順）→応援（後述）で獲得したリンゴの順番で消化され、余ったリンゴはリセット後に追加される。
- 100円玉でメダルを借りた場合、専用のスロットでワンダーステップを獲得できることがある。
  - これで獲得できるリンゴにはコインマークがついており、1回のワンダーチャンスにつき適用できるコインマークつきのリンゴは3個まで。4個目以降のリンゴも獲得できるが、左上隅にストックされワンダーチャンス発動によるワンダーステップリセット後に追加される。

## ワンダーチャンス
リンゴを7個集めてワンダーステップをクリアすると、ワンダーチャンスが発動する。『アニマと星の物語』ではそれぞれのJACKPOTチャンスに対応した3種類のワンダーチャンスがある。『夢のアニマランド』ではドリームJACKPOTチャンスとコンプリートJACKPOTチャンスが追加、『勇者アニマと竜の秘宝』ではファンタジーJACKPOTチャンスが追加された。
- 『2』以降は、チャンスゲーム開始前にスロット抽選が行われ、ビッグスターダスト（『アニマと雲の大樹』以前はビッグ、×2）・スーパースターダスト（スーパー、×3）・アルティメットスターダスト（アルティメット、×5）・ムーンライト（『アニマと雲の大樹』でワンダフルとして初登場）・サンシャイン（『アニマと星の物語』で追加）・ドリーム（『夢のアニマランド』で追加）・ファンタジー（『勇者アニマと竜の秘宝』で追加）に変化することがある。
- 『夢のアニマランド』以降は、コンプリートJACKPOTチャンスが解禁していると、JACKPOTチャンスが取れるまで次のワンダーチャンスからコンプリートワンダーチャンスに固定される。
  - 『勇者アニマと竜の秘宝』以降は、超ミラクルルーレットが発動することがある。ビッグ以上のワンダーチャンス確定で、BETタイム中にルーレットで1球を発射させて、入ったポケットでワンダーチャンスを決める。各LEDポケットにビッグスターダスト（ビッグ）・スーパースターダスト（スーパー）・アルティメットスターダスト（アルティメット）に割り当てられ、更にこの要素限定でゴッドスターダスト（ゴッド）が登場する。なお、普通のミラクルルーレットは超の入れ替わりの形で廃止。
  - 『アニマと雲の大樹』～『夢のアニマランド』は、ミラクルルーレットが発動することがある。ビッグ以上のワンダーチャンス確定で、BETタイム中にルーレットで1球を発射させて、入ったポケットでワンダーチャンスを決める。LEDポケットがスーパースターダスト（スーパー）・アルティメットスターダスト（アルティメット）で、それ以外のポケットはビッグスターダスト（ビッグ）に割り当てられる。
  - 『アニマと星の物語』までは、ムーンライト（ワンダフル）・サンシャインも割り振られていたが、『夢のアニマランド』以降では出現しないようになっている。
- アニマップ(「おとぎの国マップ」のミュージックショップ)で☆と交換でワンダーチャンス中のBGMを過去作のものに変更できる。

### スターダストワンダーチャンス
『アニマと雲の大樹』以前は「ワンダーチャンス」の名称でこの形式固定。
- 3×3マスのビンゴカードが与えられ、24球（3ゲーム分）抽選が行われる。
- 9マス全て埋まる（8ラインビンゴが成立する）とジャックポットチャンス（『アニマと星の物語』ではスターダストジャックポットチャンス）に移行する。埋まらなかった場合でも、ワンダーチャンス終了時にビンゴが成立しているライン数に応じて配当が与えられる。4-6ラインの場合は配当に加えてリンゴ1個が与えられる（8ライン成立しジャックポットチャンスに移行した場合はリンゴ・配当なし）。『2』からは、全くビンゴが成立しなかった場合（0ライン）に限り、リンゴを3個獲得できるようになった（配当はなし）。
- ワンダーチャンス挑戦中でも、他のゲームにBETして遊ぶことができる。他のゲームをメインに表示している場合も縮小表示からカードの状態を把握可能で、カードをタッチすることでいつでもメイン画面に呼び出せる。
- ワンダーチャンス発動直後のゲーム、並びに前ゲームにてワンダーチャンス中の誰もがまだジャックポットリーチ（あと1マスで8ラインビンゴ達成）に達していない状態で終了し、且つ各プレイヤーの抽選が残っている場合には、次ゲームで流れる専用BGMはインストゥルメンタルエディションが使用される。前ゲームにてワンダーチャンス中の誰かがジャックポットチャンスリーチに達した状態で終了し、且つそのプレイヤーの抽選が残っている場合には、次ゲームで流れる専用BGMはボーカルエディションに昇格する。専用BGMの楽曲名、歌詞についてはそれぞれの公式サイトにて順次公開されている。
- 『勇者アニマと竜の秘宝』からはゲーム途中でジャックポットチャンスリーチに達した地点からボーカルエディションに昇格するようになった。他以下のワンダーチャンスでも適用される。

### サンシャインワンダーチャンス
『アニマと星の物語』で追加。
- ボール抽選でアニマが双六の要領で進み、止まったマスにあったアニマを獲得。
  - 進むマスの数は1-3が抽選されると1マス、4-6の場合は2マス、…、22-25の場合は8マスとなる（3で割って端数切り上げ、25の場合のみ切り捨て）。
- 毎ゲーム終了時には2～4体ランダムで追加配置される。
- 3ゲーム以内に20体以上アニマを獲得するとサンシャインJACKPOTチャンス獲得。19体以下の場合は配当またはワンダーステップの獲得となるが、8体以下の場合はサンシャインJACKPOTで1ポケット分と同額の配当が得られる。
- 『夢のアニマランド』以降では18、19体の配当が減った代わりにワンダーステップが追加されている。

### ムーンライトワンダーチャンス
『アニマと星の物語』で追加。
- 4×4の風船と矢が配置され、数字が抽選されると矢の方向(タテ・ヨコ・ナナメ)にある風船が割れる。
- 風船には配当が書かれているものと爆弾が書かれているものがあり、爆弾の風船を割ると爆風に巻き込まれた風船も割れる。残った風船は上に詰まる。
- 画面左下の3つの数字が1ゲームで抽選されるとワンダーステップ獲得。
  - 配当とワンダーステップはムーンライトJACKPOTチャンスに進まなかった場合のみ獲得できる。
- 1ゲームで16個の風船を全て割るとムーンライトJACKPOTチャンス獲得。チャンスは3ゲーム。
- 1ゲーム(8球)が終わるごとに風船はリセットされ、数字もランダムに変更される。
- チャレンジルーレット(100円が必要になる)では球数ではなくゲームで追加される。

### ドリームワンダーチャンス
『夢のアニマランド』で追加。
- 雲を晴らして城まで進むゲーム。
- 数字がHITするとHITした数字の雲が晴れて進めるようになる。FREEになっているマスは最初から進むことができる。
- 進むルートはGOALに近いルートへ進むようになっている。(自分での選択は出来ない)
- ワンダーステップが指している横一列の数字がすべてHITするとワンダーステップ獲得。
- 3ゲーム以内にGOALまでたどり着くとドリームJACKPOTチャンス獲得。到達できなかった場合は進んだ距離に応じて配当獲得となるが、仮にSTART地点から1マスも進まなかったの場合はあと1マス進めればJACKPOTチャンスの場所と同額の配当が得られる。

### ファンタジーワンダーチャンス
『勇者アニマと竜の秘宝』で追加。
- 扉の上に書いてある数字にHITさせて進むゲーム。
- 表示されている数字がHITするとHITした扉に進んでいく。扉に書いてある数字は次のステージにある扉の数となっている(扉の数は増えることはない)。
- 1stロッタ、2ndロッタはその時のすべてのボールが抽選が終わったタイミングで確定する。複数HITした場合は進むルートは次の扉が多いルートへ進むようになっている。
- 3ゲームの15回抽選以内にGOALの部屋までたどり着くとファンタジーJACKPOTチャンス獲得。到達できなかった場合は進んだステージに応じて配当獲得となるが、ステージ2までしか進めなかった場合はワンダーステップ獲得（配当はなし）、仮にステージ1地点から一切進まなかったの場合は基本スターダストJACKPOTとの同額での配当が得られる。

### コンプリートワンダーチャンス
『夢のアニマランド』で追加。
- 挑戦するにはe-amusement passを用いてログインした状態で、上記5種類のJACKPOTを同一店舗で一定期間内に全種類獲得すると次からのワンダーチャンスからコンプリートワンダーチャンスに挑戦ができる。
- スターダストワンダーチャンスと同じく、3×3マスのビンゴカードが与えられ、24球（3ゲーム分）抽選が行われる。カードの内容はスターダストワンダーチャンスと異なるカードが与えられる。
- 9マス全て埋まる（8ラインビンゴが成立する）とコンプリートジャックポットチャンスに移行する。埋まらなかった場合でも、ワンダーチャンス終了時にビンゴが成立しているライン数に応じて配当が与えられる。4-6ラインの場合は配当に加えてリンゴ1個が与えられる（8ライン成立しジャックポットチャンスに移行した場合はリンゴ・配当なし）。全くビンゴが成立しなかった場合（0ライン）に限り、リンゴを3個獲得できる（配当はなし）。
- 期間内であれば、コンプリートジャックポットチャンスが取れるまでは何回でもコンプリートワンダーチャンスに挑戦できる。
- このワンダーチャンスでは、チャレンジルーレットは発生しない。

## ジャックポットチャンス
ワンダーチャンスをクリアする、または虹色のリンゴを獲得すると、ジャックポットチャンスが発動する。

### 共通事項
以下の事項はいずれのJACKPOTチャンスにも共通である。
- ジャックポットチャンスの配当は、ワンダーステップで集めた7個のリンゴの種類によって変わる。一般的にリンゴの色が緑・赤・銅・銀・金の順にジャックポットの枚数やポケットの配当が増加するが、同じ色の組み合わせでも配当が回ごとに違う。
- 通常ゲーム（ワンダーチャンス）と違ってポケットに入ったボールは入賞後即座に回収される。
- ジャックポットチャンス挑戦中は通常ゲームは開催されない（ワンダーチャンスも保留）。
- メダルをBETすることで応援に行く事ができ、JACKPOTをチャレンジ者が獲得する事(サンシャインJPCの場合は11球以上デジタルポケットにHIT)でワンダーステップが獲得出来る(BET枚数によってワンダーステップの価値は変わる)。

### スターダストJACKPOTチャンス
『おとぎの国のアニマ』以前はこの形式で固定。また『アニマと雲の大樹』以前はJACKPOTチャンスと呼ばれていた。
複数のステーションが同時にスターダストジャックポットチャンスを獲得した場合は、抽選はまとめて行われるため、2回以上連続でスターダストジャックポットチャンスが行われることはない。
- 筐体上部にあるスパイラルスロープ（螺旋状の放出経路)(Lite筐体では通常時と同じ発射口)から、合計70球のボールが4回（1～3回目20球、4回目10球）に分けてルーレット上に放出される。
- ボールが白色のポケットに入ると、ポケットが青色に変わりジャックポットへのカウントダウンが進行、2個以上入るとさらに色が変わる（2個緑・3個黄・4個紫・5個以上赤）。
- ボールが25個全てのポケットに入る（白色のポケットが無くなる）とジャックポットが成立し、サテライト（Wi-Fiリンク端末）に表示された「JACKPOT」枚数分の配当を得る。
- 『勇者アニマと竜の秘宝』からはポケットの表記が数字→☆に変更となった。(Wi-Fiプレイも同様。)
- 入ったポケットが24個以下でジャックポットを逃しても、配当が得られる。配当は、ボールが2個以上入ったポケットの数とそのポケットに割り振られた色に応じて（色が変わった時点、もしくは赤ポケットにさらにボールが入った場合に変わった後の色に応じた配当が追加され）（緑はJP×0.004、黄はJP×0.008、紫はJP×0.014、赤はJP×0.02倍の配当）決まる。ボールの放出量からまず起こりえないが、仮に70個全て同じポケットに入った場合には緑、黄、紫ポケット1個分ずつ+赤ポケット66個分の配当が必ず得られる。
- 虹リンゴのジャックポットチャンスの枚数については後記の通りである。 ・シングル…合計BET数×50÷3 ・マルチ…合計BET数×50÷6 ・超マルチ…合計BET数×50÷8 ・超超マルチ…合計BET数×50÷10 ・極マルチ…合計BET数×50÷12 ・超極マルチ/オール…合計BET数×50÷14（『3』は「7」、）・ナインビンゴ…合計BET数×50÷10・アニマツリー50階、ヘブンツリー35階からの虹色リンゴ…最初にBETした枚数×50
- ビッグ・スーパー・アルティメット・ゴッドスターダストワンダーチャンスによるジャックポット（WIN数不問）を獲得すると、獲得したサテライトの画面にスタッフロールが表示される。初代のみは、サテライトでワンダーチャンスからの高額ジャックポット（5000WIN以上）または虹色リンゴ獲得からのダイレクトジャックポット（WIN数不問）を獲得すると、獲得したサテライトの画面にスタッフロールが表示される仕様だった。なおスタッフロールの最後に『Team Fortune』の元メインプロデューサーである奥秋政人がエグゼクティブプロデューサーとして名を連ねているが、あくまで現役職のメダルゲーム統括プロデューサーとしての参加であり、タイトル画面に『Team Fortune』ロゴは登場しない。

### ムーンライトJACKPOTチャンス(旧ワンダフルJACKPOTチャンス)
『アニマと雲の大樹』で追加されたJACKPOTチャンス。『アニマと星の物語』ではムーンライトJACKPOTチャンスに名称が変更された。
- 5ラウンド制で、最初はLEDポケット5か所の当たりに対して5球が抽選される（ポケットに入った球は即時回収）。
  - 『勇者アニマと竜の秘宝』からは当たりポケットが現在使用しているアニマ(アニマの色はデフォルト)に変わるようになった。
- 当たりに球が1球も入らなかったら終了。当たりに球が入ったらいずれかのポケットをはずれにして次のラウンドに進む。
- 当たりに球が入った場合はそのラウンドクリアに対応する配当が加算される（2ndラウンドの当たり配当を基準とすると、1stは×0.2、3rdは×4、4thは×10、LASTは×20倍。複数入ればその分加算される）。はずれに球が入った場合も多少の配当が加算され(2nd当たり配当×0.1程度(エキスパートモード時は×0.02))、JACKPOTを獲得してもはずれ分の配当が加算される。
- 2回目は4か所の当たりに対して4球が抽選される。これを繰り返して最大5回抽選を行う（n回目は（6-n）個の当たりに対して（6-n）球の抽選をする）。
- 2回成功して3ラウンドまで到達したらJACKPOT獲得。成功した回数が多いほど配当も高くなる。仮に全てのボールが当たりポケットに入った場合は2nd当たり配当×47倍の配当となる（JPチャンス中のセンター画面上には最高値が表示される）。

### サンシャインJACKPOTチャンス
『アニマと星の物語』で追加されたJACKPOTチャンス。
- LEDポケットの5か所がJACKPOTポケットとなり、その内1つに4球が入るとJACKPOT獲得。4球入ったLEDポケットが複数あればJACKPOTの配当が増える。
- すでにJACKPOTを獲得したポケットにボールが入った場合、JP×0.1または0.2の配当が追加される。
- いずれのJACKPOTポケットにも4球入らずジャックポットを逃しても、配当が得られる。配当は、球が入ったポケットに割り振られた色に応じて（青はJP×0.006、緑はJP×0.01、赤はJP×0.02倍の配当）決まる。ただし、JACKPOTが成立した場合ははずれポケット分の配当はもらえない。
- JACKPOTの成否にかかわらず、40球抽選されるまでゲームが続く(1回目20球、2回目10球、3回目9球、4回目1球に分けられて放出)。40球目(最後の1球)は2球扱いとなり、JACKPOTポケットに入った場合は2ゲージ獲得、それ以外に入ればそのポケットに対応する配当の2倍が加算される。
  - 仮にすべてのボールが赤ポケットに入った場合はJP×0.82倍の配当がもらえる。

### ドリームJACKPOTチャンス
『夢のアニマランド』で追加されたJACKPOTチャンス。
- 2球ずつ発射し、1球目に入った場所と2球目に入った場所で挟んだ場所が光るようになる。光る場所は挟んだ数が少ない方が光る。
- 1球目と2球目が同じポケットに入るとJACKPOTが倍&抽選球数が＋2され、もう一度抽選が行われる。(入るたびに２倍、３倍と増えていく)
- 6回分行い、すべての数字が光るとJACKPOT獲得。JACKPOTの成否にかかわらず、12球+α抽選されるまでゲームが続く。獲得できなかった場合は光った数に応じて配当獲得となる。

### ファンタジーJACKPOTチャンス
『勇者アニマと竜の秘宝』で追加されたJACKPOTチャンス。
- 最初は30球のボールが2回（1回目20球、2回目10球）に分けてルーレット上に放出される。
- ボールがポケットに入ると、ポケットの色が変わる（1個青・2個緑・3個黄・4個紫）。コンプリートJACKPOTチャンスのルールと似ているが、こちらは入賞したポケットと各隣のポケットも進化する。5回入ったポケットは赤色のJACKPOTポケットに変化する。
- JACKPOTになったポケットにさらに入賞すると倍率も上がっていく(7→10→15→20倍...)。
- 30球がポケットに入賞が終わると、最後に1球が発射され、5回以上進化した7倍以上のJACKPOTポケットに入るとJACKPOT獲得となる。
- 配当は最初の30球の抽選で得た配当に入賞した倍率での配当の合計を獲得する。

### コンプリートJACKPOTチャンス
『夢のアニマランド』で追加されたJACKPOTチャンス。
- 最初は80球のボールが4回（1回目30球、2～3回目20球、4回目10球）に分けてルーレット上に放出される。
- ボールがポケットに入ると、ポケットの色が変わる（1個青・2個緑・3個黄・4個紫）。5回入ったポケットは赤色のJACKPOTポケットに変化する。
- 80球がポケットに入賞が終わると、最後に1球が発射され、5回入賞した赤色のJACKPOTポケットに入るとJACKPOT獲得となり、コンプリートJACKPOT配当に加えて過去に獲得した5種類のJACKPOT配当の合計を獲得する。
- このジャックポットチャンスには救済機能があり、80球にポケット入賞が終わっても赤色のJACKPOTポケットが一つもない場合全てのポケットにJACKPOTポケットに変化し、最後の1球が発射しても必ずJACKPOTポケットが入る為、JACKPOT獲得確定となる。